# Stilbeae
Stilbeae, Jedan je od tri tribusa grmova ili polugrmova iz porodice Stilbaceae, red medićolike (Lamiales). Sastoji se od tri roda iz Afrike, Arapskog poluotoka i Madagaskara. Tipični rod je Stilbe

## Etimologija
Tribus je dobio ime po rodu Stilbe.

## Opis
Opisan je u Veg. Kingd.: 583., 1858.

## Rodovi
1. Nuxia Comm. ex Lam. (15 spp.)
2. Campylostachys Kunth (2 spp.)
3. Euthystachys A.DC. (1 sp.)
4. Kogelbergia Rourke (2 spp.)
5. Thesmophora Rourke (1 sp.)
6. Stilbe Bergius (7 spp.)
7. Retzia Thunb. (1 sp.)